# One Missed Call (2008)
One Missed Call (prt: Uma Chamada Perdida - A Vingança; bra: Uma Chamada Perdida) é um filme nipo-germano-americano de 2008, do gênero terror, dirigido por Eric Valette, com roteiro de Andrew Klavan baseado no romance Chakushin Ari, de Yasushi Akimoto, e no roteiro de sua adaptação japonesa de 2003, escrito por Miwako Daira.
O elenco é encabeçado por Edward Burns e Shannyn Sossamon.

## Sinopse
Beth perdeu dois amigos em poucos dias. Abalada, ela sabe que, assim como inúmeras pessoas, eles haviam recebido mensagens no celular antecipando detalhes de sua morte, e agora terá que lutar contra a descrença geral para não perder mais amigos.

## Elenco
- Shannyn Sossamon ..... Beth Raymond
- Edward Burns ..... investigador Jack Andrews
- Ana Claudia Talancón ..... Taylor Anthony
- Ray Wise ..... Ted Summers
- Azura Skye ..... Leann Cole
- Johnny Lewis ..... Brian Sousa
- Jason Beghe ..... Ray Purvis
- Margaret Cho ..... Mickey Lee
- Meagan Good ..... Shelley Baum
- Rhoda Griffis ..... Marie Layton
- Ariel Winter ..... Ellie Layton
- Raegan Lamb ..... Laurel Layton
- Karen Bayer ..... sra. Ford
- Dave Spector ..... Gary
- Mary Lynn Owen ..... Julie Cohn
- Roy McCrerey ..... dr. Painter
- Greg Corbett ..... John
- Bart Hansard ..... Howie
- Katie Kneeland ..... Maddie
- Jason Horgan ..... dr. Brown
- Kaira Akita ..... Jewel
- Laura Harring ..... sra. Raymond
- Wilbur Fitzgerald ..... tenente
- Lauren Peyton ..... atendente de enfermagem
- Alana Locke ..... Beth (jovem)
- Dawn Dininger ..... fantasma de Marie Layton
- Sarah Jean Kubik ..... fantasma de Ellie Layton